# Centranthera hookeri
Centranthera hookeri là loài thực vật có hoa thuộc họ Cỏ chổi. Loài này được (Merr.) Merr. mô tả khoa học đầu tiên năm 1942.